# Aeneszidémosz
Aeneszidémosz (i. e. 1. század) görög filozófus.
A krétai Gnosszuszból származott, főművét Aelius Tuberónak, Cicero kortársának ajánlotta körülbelül i. e. 75-ben. A szkeptikus filozófia követője volt. Az athéni Akadémia dogmatikus álláspontját támadta, a velünkszületett eszmékben kételkedett. A kétkedést nem csak a jelenségek ellentmondásaiba, de a dolgok lényegébe vitte át.